# Erbschaftsteuer in Finnland
In Finnland wird bei einem Erwerb von Todes wegen eine Erbschaftsteuer und bei einer unentgeltlichen Zuwendung unter Lebenden eine Schenkungsteuer erhoben. Die Erbschaftsteuersätze wurden aufgrund einer Reform im Jahr 2008 besonders für fernere Verwandte und Dritte deutlich verringert, die Freibeträge wurden generell erhöht.

## Objektive und persönliche Steuerpflicht
Der finnischen Erbschaftsteuer unterliegt als Erbanfallsteuer der gesamte Nachlass (mit dem Weltvermögen) bei einem Erwerb von Todes wegen, soweit der Erblasser oder der Erbe in Finnland wohnhaft war bzw. ist. Bei ausländischem Erblasser und nicht in Finnland wohnendem Erben findet das Erbschaftsteuergesetz nur auf die in Finnland gelegenen Immobilien sowie auf Unternehmensbeteiligungen Anwendung, wenn deren Vermögen zu mehr als 50 % aus finnischem Grundbesitz besteht. Entsprechendes gilt für unentgeltliche Zuwendungen unter Lebenden für die Schenkungsteuer.

## Nachlassvermögen
Die Nachlassgegenstände werden mit dem Marktwert bewertet,  wobei die üblichen Preise zu 80 % zugrunde gelegt werden. Schulden und auch die anlässlich des Todes des Erblassers angefallenen Kosten, soweit sie nicht unverhältnismäßig sind, werden abgezogen. Von dem Nettowert werden die nach Höhe und Steuergruppe unterschiedlichen Steuersätze erhoben. Schenkungen des Erblassers, die innerhalb der letzten drei Jahre vor seinem Tod erfolgt sind, werden dem Nachlass hinzugerechnet, die hierauf bereits gezahlte Schenkungsteuer wird aber auf die Erbschaftsteuer angerechnet.

## Steuerklassen und Steuersätze
Es werden seit der Reform des Jahres 2008 nur noch zwei Steuerklassen unterschieden:
- Klasse I: Ehegatten, Vor- und Nachfahren (Eltern und Voreltern, Kinder und Kindeskinder) in direkter Linie, wer mit dem Erblasser zusammengelebt hat und entweder mit ihm verheiratet gewesen war oder aber ein gemeinsames Kind hat oder hatte
- Klasse II: alle übrigen Verwandten und Dritte

Die angewandten Steuersätze sind in der nachfolgenden Tabelle wiedergegeben. Die dort genannten Sätze gelten für Erbfälle und Schenkungen ab dem 1. Januar 2009.
| Steuerpflichtiges Vermögen | Steuerklasse I | Steuerklasse II |
| -------------------------- | -------------- | --------------- |
| 20.000 € – 40.000 €        | 7 %            | 20 %            |
| 40.000 € – 60.000 €        | 10 %           | 26 %            |
| über 60.000 €              | 13 %           | 32 %            |

Mit der Steuerreform 2008 wurden die Steuersätze der Klasse I um jeweils 3 % gesenkt, die der Klasse II (nach altem Recht Geschwister und Halbgeschwister) blieben gleich, und die Steuerklasse III (nach altem Recht alle übrigen Verwandten und Fremde mit Steuersätzen von 30, 39 und 48 %) wurden abgeschafft. Die Wertklassen wurden angehoben.

## Freibeträge
Ebenfalls wurden 2008 die bislang nur sehr geringen Freibeträge wie folgt angehoben:
- Ehegatten: 60.000 Euro
- Kinder unter 18 Jahren: 40.000 Euro
- Alle übrigen: 20.000 Euro

Versicherungsleistungen anlässlich des Todes sind in der Klasse I bis zu 35.000 Euro steuerfrei, gehen mit ihrem Wert darüber hinaus in den Nachlass. Die anderen Erben müssen solche Leistungen als Einkommen versteuern. Der überlebende Ehegatte muss nur die Hälfte solcher Leistungen versteuern. Er erhält auch einen Haushaltsfreibetrag in Höhe von 4.000 Euro.

## Steuervergünstigungen
Die Übertragung von Unternehmen und land- und forstwirtschaftlichen Betrieben ist unter der Voraussetzung der Aufrechterhaltung der Betriebe besonders begünstigt.
Von der Erbschaftsteuer befreit sind staatliche und kommunale Einrichtungen sowie gemeinnützige Organisationen.

## Verfahren
Die Erbschaftsteuererklärungen sind binnen drei Monaten nach dem Tod des Erblassers bei der Finanzbehörde einzureichen. Im Hinblick auf künftige Erbfälle können  Erben verbindliche Auskünfte über die steuerliche Behandlung einholen. Erben, die finanziell nicht in der Lage sind, die Erbschaftsteuer zeitnah oder überhaupt zu zahlen, können eine teilweise oder vollständige Befreiung von der Erbschaftsteuer beantragen.

## Schenkungsteuer
Schenkungsteuer wird bei unentgeltlichen Zuwendungen unter Lebenden unter den gleichen Voraussetzungen wie bei der Erbschaftsteuer erhoben. Jedoch gibt es hier über den allgemeinen Freibetrag von 4000 Euro hinaus keine besonderen weiteren Freibeträge für nahe Angehörigen mehr. Schenkungen durch denselben Schenker werden innerhalb von drei Jahren zusammengerechnet. Versicherungsleistungen, zu denen ein anderer die Prämien gezahlt hat, gelten als Schenkungen, jedoch bleiben die Leistungen steuerfrei, wenn sie innerhalb von drei Jahren 8500 Euro nicht übersteigen. Die eine Schenkung beabsichtigenden Personen können zuvor bei der Finanzverwaltung eine verbindliche Auskunft über die Behandlung der beabsichtigten Zuwendung einholen, an die die Finanzverwaltung für sechs Monate gebunden ist.

## Internationales Steuerrecht und Doppelbesteuerung
Soweit es zu Doppelbesteuerungen kommt, weil sich im Ausland befindende Nachlassgegenstände auch dort besteuert werden, rechnet Finnland insoweit bei Steuerinländern die bezahlte ausländische Steuer auf die in Finnland insoweit zu zahlende Steuer an. Besondere Verträge zur Vermeidung der Doppelbesteuerung auf dem Gebiet der Erbschaftsteuer bestehen aufgrund der Nordischen Konvention mit Schweden, Norwegen, Dänemark und Island (auch für die Schenkungsteuer). Weitere entsprechende Doppelbesteuerungsabkommen wurden mit Frankreich, den Niederlanden, der Schweiz und den USA abgeschlossen. Ein mit Deutschland im Entwurf ausgehandeltes Abkommen (vom 6. Juni 1997) wurde bislang nicht weiterverfolgt.